# زئبر
الزِئْبر هو في الأساس السطح الزَغِب في أنواع معينة من القماش، مثل المخمل أو جلد الخلد ‏.